# (20467) Hibbitts
(20467) Hibbitts est un astéroïde de la ceinture principale.

## Description
(20467) Hibbitts est un astéroïde de la ceinture principale. Il fut découvert le 20 juin 1999 à la station Anderson Mesa par le programme LONEOS. Il présente une orbite caractérisée par un demi-grand axe de 2,39 UA, une excentricité de 0,18 et une inclinaison de 6,8° par rapport à l'écliptique.

## Compléments